# 万丰公园
万丰公园，位于北京市丰台区万丰路西侧，是丰台区属公园。

## 简介
万丰公园位于万丰路以西，京石高速公路以北，地属丰台区卢沟桥乡，地跨靛厂村、六里桥村、岳各庄村、小井村四个行政村。万丰公园因万丰路而得名。公园规划总面积78公顷。其中一期工程于2007年11月开工建设，建成面积44公顷。2008年作为北京市城市绿化隔离地区“郊野公园环”第一批建设项目之一，免费对市民开放。
万丰公园是北京城市核心区规划的大型公园之一。在北京四环路内城市核心区30多个城市公园中，规划总面积78公顷（约1200亩）的万丰公园面积位列第四，仅次于朝阳公园、天坛公园、玉渊潭公园。公园一期建成面积44公顷，分为六个景区：观景台（公园主广场）、儿童游乐区、青少年拓展区、麒麟湖区、体育休闲区、林间漫步区。全园植被覆盖率超过80%。2010年代初，万丰公园一期建成面积44公顷中，部分面积被蚕食，陆续建成北京新里程国际医学中心、私人会所等。2014年经媒体爆光后，私人会所被改为小井村文化活动中心，对村民开放。